# Référendum letton du 2 août 2008
 (signalé en août 2025).
Si vous disposez d'ouvrages ou d'articles de référence ou si vous connaissez des sites web de qualité traitant du thème abordé ici, merci de compléter l'article en donnant les références utiles à sa vérifiabilité et en les liant à la section « Notes et références ».
- Archive Wikiwix
- Bing
- Cairn
- DuckDuckGo
- E. Universalis
- Gallica
- Google
- G. Books
- G. News
- G. Scholar
- Persée
- Qwant
- (zh) Baidu
- (ru) Yandex
- (wd) trouver des œuvres sur Wikidata

Le référendum letton du 2 août 2008 est un référendum en Lettonie, ayant eu lieu le 2 août 2008. Le référendum propose la dissolution du parlement.
Le référendum a un taux de participation d'environ 40 % avec 629 119 votants alors que le quorum nécessaire pour rendre le référendum contraignant est 757 607 votants en faveur de la proposition. 96,78 % des votants ont répondu favorablement à la question posée soit 608 847 personnes. 3,00 % des votants se sont opposés à la question posée soit 18 857 personnes.